# ۲سی ۲۳۰
۲سی ۲۳۰ (به انگلیسی: 2si 230) یک موتور هواپیما محصول کارخانهٔ ۲سی در کشور ایالات متحده آمریکا است. 